# Rammelsteiner (Adelsgeschlecht)

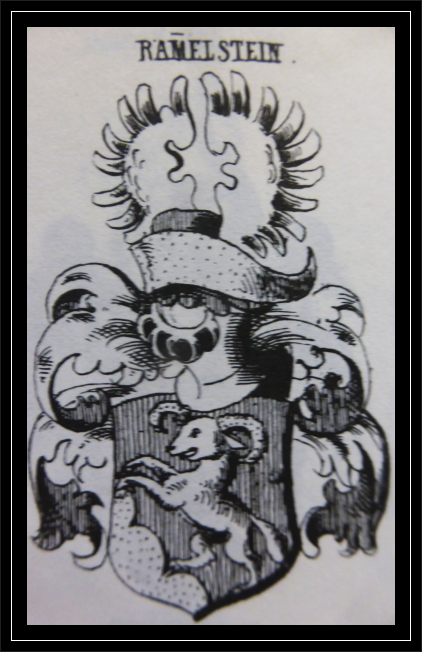
Wappen der Rammelsteiner

Die Ramelsteiner (auch Rammelsteiner zum Lueg genannt, wobei  Lueg eine alte Bezeichnung für die Burg Loch ist) waren ein bayerisches Adelsgeschlecht, das zuerst in Haugersried bei Nittendorf auf dem sogenannten Rammelsteiner Hof beheimatet war.

## Geschichte
Später zogen die Ramelsteiner an die Schwarze Laber und errichteten die Burg Loch. Der erste Adelige, der sich zu Loch nannten, war Wernhart von Ramelstein zu Loch, der Mitte des 12. Jahrhunderts in einer Urkunde des Klosters Prüfening als Zeuge erscheint. Schloss Undorf wird 1217 als Hofgut des Rüdiger de Ramelstein erwähnt. Die Ramelsteiner waren turnierfähig und erscheinen des Öfteren bei Turnieren.
1516 erwarb Sebastian von Ramelstein Schönhofen. 1556 verstarb mit ihm der letzte männliche Ramelsteiner; er wurde von einem Regensburger Bürger namens Mayer erschossen. Sebastian hatte Burg und Hofmark Loch testamentarisch seiner Frau Margarethe Rayger hinterlassen, doch sein Neffe, Wolf Heinrich Sauerzapf, der mit Sebastians Schwester Magdalena verheiratet war, legte dagegen Protest ein. Der sich anschließende Streit wurde erst 1573 durch ein Urteil beigelegt, das die Burg Loch den Sauerzapfs zusprach. Auch Undorf kam auf dem Erbweg an Heinrich Sauerzapf von Schönhofen. Christoph von Sauerzapf vermachte die Burg Loch nach seinem Tod 1714 dem Kartäuserkloster Prüll in Regensburg, wo sein Bruder als Mönch lebte.

## Wappen
Das Wappen der Ramelsteiner ist heute Teil des Gemeindewappens von Nittendorf. Das darin enthaltene hälftige goldene Wasserrad erinnert die Hofmarken Schönhofen und Eichhofen, wo schon früh mit Hilfe der Wasserkraft der Schwarzen Laber Hammerwerke betrieben wurden. Der silberne Widder verweist auf das Familienwappen der Herren von Rammelstein, die im 15. und 16. Jahrhundert Inhaber der Hofmarken Loch mit Undorf und Schönhofen waren und in deren Wappen ein springender Widder war.